# 韓国源
韓国 源（からくに の みなもと、生年不明 - 弘仁3年（812年以前））は、奈良時代から平安時代初期の官人。氏姓は韓国連のち高原連。官位は外従五位下・下野介、贈従五位下。

## 出自
韓国氏（韓国連）は物部氏の支族にあたる天孫系氏族。武烈朝において先祖の物部塩児が韓国に派遣されたことに因んで、復命の日に物部連から韓国連に改姓したとされる。

## 経歴
光仁朝の宝亀6年（775年）大使・佐伯今毛人ら第14次遣唐使節が定められた際、源は4名の録事の一人に任ぜられたと想定される。宝亀8年（777年）6月に使節一行とともに渡唐し、7月に揚州海陵県（現在の江蘇省泰州市）に漂着する。8月末に揚州大都督に到着するが、安禄山の乱の影響で駅舎が荒廃していることを理由に、長安への入京者が43人に制限されるが、源はこの中に含まれることとなった。
翌宝亀9年（778年）正月に持節副使・小野石根、副使・大神末足、録事・上毛野大川らと共に長安に入城、まもなく宣政殿で拝謁の儀が行われるが皇帝は出御せず、3月になってから延英殿で皇帝・代宗に対面し、官や賞を授けられた。4月に中使・趙宝英と共に使節一行は長安を去り、6月に揚州に到着した。
同年9月より一行は順次帰国の途につく。源は判官・海上三狩に従い第四船に乗船して楚州塩城県から出帆するが、耽羅島（済州島）に流れ着いてしまい島人に略奪され船を留置される。ここで源らは密かに策謀を巡らせて艫綱を解いて島からの脱出に成功し、残っていた40余名を率いて11月に薩摩国甑島郡へ到着した。ただし、三狩はそのまま残され、宝亀10年（779年）7月になってから帰国を果たしている。
桓武朝の延暦8年（789年）大網広道・秋篠安人とともに外従五位下に昇叙される。翌延暦9年（790年）以下の言上を行い、韓国連から高原連に改姓している。
源らは物部大連の末裔である。物部氏は居住地や担当する業に因んで多くの氏に分かれている。さて、源の先祖である塩児は父祖が派遣された国の名によって、敢えて物部連から韓国連に改姓した。つまり大連の末裔は日本の古くからの氏族である。今、韓国を号すことで、三韓から新たに渡来した氏族のようで、氏の呼称を名乗るたびに人々の耳を驚かせている。居住地に因んで姓を賜るのが古今のしきたりであるため、韓国を改め高原の姓を賜りたい。
その後、下野介を務めるが、地方官としての善政が後代に伝わるほどのものとして、没後の弘仁3年（812年）内位の従五位下の贈位を受けている。

## 官歴
『六国史』による。
- 宝亀6年（775年） 6月19日：遣唐録事か？
- 時期不詳：正六位上
- 延暦8年（789年） 1月7日：外従五位下
- 延暦9年（790年） 11月10日：高原氏に改氏
- 時期不詳：下野介
- 弘仁3年（812年） 1月8日：贈従五位下（内位）